# 푸콘
푸콘(스페인어: Pucón)은 칠레 아라우카니아 주 카우틴 현에 위치한 도시로 면적은 1,248.5km2, 높이는 227m, 인구는 22,081명(2012년 기준)이다. 도시가 설립된 시기는 1883년 2월 27일이다. 테무코에서 남동쪽으로 100km, 산티아고에서 남쪽으로 780km 정도 떨어진 곳에 위치한다.

## 같이 보기
- 비야리카산
- 퀘트롭필란산
- 라닌산